# Арабская поп-музыка
Арабская поп-музыка — музыка стиля «поп», исполняемая на арабском языке и популярная преимущественно в странах арабского мира.
Бо́льшая часть этой музыки производится в египетской столице Каире, до гражданской войны в Ливане крупным центром производства был также Бейрут. Развитие арабской популярной музыки связано с арабской киноиндустрией, центром которой также является Каир. Стилистически жанр базируется на традиционных для западного мира поп-ритмах с элементами региональных разновидностей арабской традиционной музыки. Многие песни выдержаны в меланхоличных, минорных тонах, однако в последние годы, по мере развития арабского шоу-бизнеса, появилось больше «лёгких» песен. На эстраде преобладают женщины, хотя исполнители-мужчины тоже присутствуют.

## История

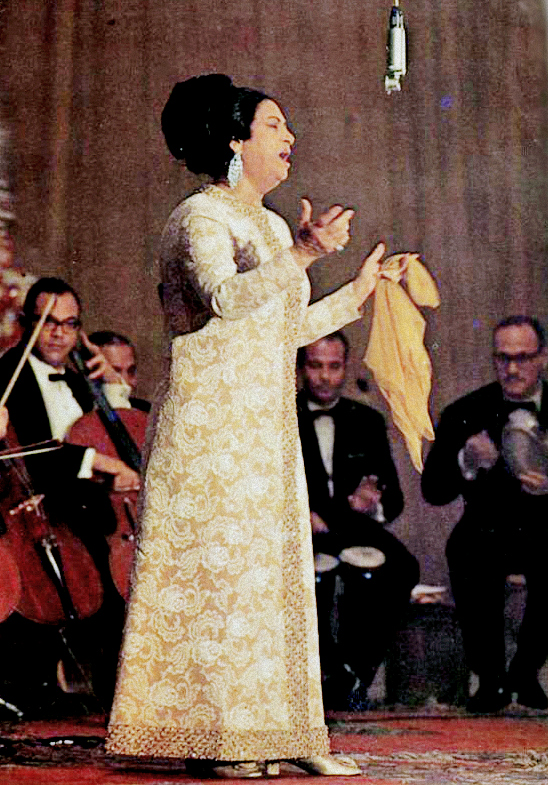
Умм Кульсум

В 1920-е—1950-е годы «популярная» музыка начала выделяться из традиционной музыкальной арабской сцены: исполнительницы наподобие культовой египетской певицы Умм Кульсум показали, что музыкальная карьера для женщин возможна. В эти времена стихи часто писались самими певицами, а музыка — другими авторами. Стилистика была выраженно арабской, продолжительность песен исчислялась десятками минут (некоторые из песен Умм Кульсум длились более часа), использовались импровизации, что делало «популярную» сцену тех времен похожей скорее на джазовую или оперную западную культуру. Шли трансляции по радио, проводились туры по городам.
В 1950-е—1970-е годы популярный жанр ещё более отделяется от традиционного, западное влияние возрастает, песни становятся короче (менее 10 минут). Всемирную известность получают певицы Далида и Файруз. В 1970-х на арабскую массовую культуру стали влиять такие всемирно известные артисты, как ABBA; Умм Кульсум в 1975 году умирает в 70-летнем возрасте.
Далида и подобные ей музыканты в числе прочего выступают в жанре «диско», и эти записи имеют особый успех в арабском мире. В течение 1980-х и 1990-х продолжается усиление влияния западной поп-музыки, появляются такие исполнители, как Наваль аль-Зогби, а в западном мире арабскую музыку популяризуют Офра Хаза и Наташа Атлас. Ближе к концу 1990-х годов начинают возникать так называемые арабские «поп-принцессы». В первом десятилетии XXI века они в достаточно большом количестве присутствуют на арабской эстраде и завоёвывают славу, в числе прочего, различного рода откровенными (относительно традиционной арабской культуры) пассажами, а иногда и скандалами.

## Шоу-бизнес
Обычно в современном мире арабской эстрады какой-либо определённый продюсер создаёт песню полностью — и музыку, и слова, вне зависимости от личных качеств предполагаемого исполнителя. Большинство музыки записывается в студиях. Однако известно несколько ставших популярными «живых» записей, например, концерты Умм Кульсум и Асалы Насри.
Амр Диаб — первый арабский певец, который начал снимать видеоклипы. И на сегодняшний день современные исполнители обычно становятся популярными именно благодаря ротации видеоклипов на музыкальных каналах. Клипы во многом похожи на западные, часто присутствует выраженный повествовательный сюжет, они обычно длятся в среднем около 5 минут (против западных 3) и в подавляющем большинстве случаев завершаются титрами. Существует около 40 арабских музыкальных телеканалов. Они активно показывают рекламу, в том числе известных мировых брендов. Сверхпопулярная в арабском мире певица Нэнси Аджрам рекламирует «Кока-колу», Хайфа Вахби — «Пепси». Выпускается и косметика их имени.
Менеджеры или агенты исполнителей, личные пиар-службы здесь редкость. Рекорд-лейблы и музыкальные телеканалы, как и карьера исполнителей и их продюсеров, контролируются крупным бизнесом. Самая крупная арабская музыкальная медиакомпания — Rotana Records, в состав которой входят 6 телеканалов и рекорд-лейбл, имеющий контракты с несколькими десятками музыкантов. Её возглавляет саудовский принц аль-Валид.
Те, кто желает стать поп-исполнителем, могут записать демо и отослать на телеканалы: если материал понравится, их пригласят. На музыкальную сцену также можно попасть будучи родственником музыкального деятеля или придя из другой сферы шоу-бизнеса (например, Хайфа Вахби изначально завоевала известность, выиграв конкурс «Мисс Ливан»).

## Распространение
В основном музыка выпускается в виде альбомов на компакт-дисках или кассетах. Иногда издаются и синглы. В ортодоксальных странах, где подобная музыка запрещена исламскими законами (например, в Иране), в ходу в основном пиратские кассеты.
Официальных «всеарабских» чартов или рэнкингов не ведётся из-за распространённости пиратства и в целом хаотичного характера музыкальной среды. Иногда составляются чарты рингтонов, но их данные обычно спонтанны и необязательно отражают реальные тенденции. Есть несколько музыкальных наград в разных странах, организуемых по собственным схемам (например, церемонии MobiNil Music Awards в Египте, проводимые оператором мобильной связи MobiNil).
Масштабы музыкального пиратства столь велики, что существуют распространённые пиратские бренды, не стесняющиеся размещать на обложках дисков свою контактную информацию. Сами музыканты при этом даже не особенно рассчитывают на серьёзный доход от продаж альбомов, а зарабатывают на лицензировании рингтонов для мобильников (которые очень популярны) и на концертах.
Концерты обычно организуются рекорд-лейблами. Это могут быть обычные выступления на концертных площадках или во время публичных мероприятий, также распространены и выступления на свадьбах или частных вечеринках, причём занимаются этим музыканты любого уровня известности.

## Стилистика и тематика
У разных исполнителей может быть разное звучание: как правило, в большинстве случаев элементы традиционной арабской музыки в той или иной степени микшируются с помощью электронной техники с мелодиями «западного образца», но встречаются и работы, носящие «чисто западный» характер. В последние годы можно встретить и элементы хип-хопа.
Темы песен в основном касаются романтических отношений, из-за чего в песнях очень часто употребляются такие слова, как «любимый» («хабиби») или «сердце» («кальби»). Прямые отсылки к сексу и запрещённой исламом тематике (например, алкоголю) редки, но бывают. Нечасты и политически ориентированные песни, однако при резонансных событиях наподобие войны в Персидском заливе число таких песен возрастает (например, в 1991 году стала хитом песня «Саддам, Саддам» в поддержку Саддама Хусейна). Во время ливано-израильского конфликта 2006 г. Хайфа Вахби, на время уехавшая в Египет, публично высказывалась в поддержку «Хизбаллы» (её брат погиб на войне 1982 г.).
Некоторые арабские певицы ведут себя достаточно раскрепощённо, что вызывает неоднозначную реакцию в арабском мире. Игривые тексты, откровенные костюмы и танцы вызывают критику в консервативных исламских кругах. Исполнительницы Хайфа Вахби, Нэнси Аджрам, Наваль эль-Кувейти, Наваль аль-Зогби, Элисса, Руби и другие не раз порицались представителями арабской общественности за сексуальность в своих работах. В некоторых странах отдельные исполнительницы частично или полностью попадали под официальные запреты; так, в 2003 году египетский парламент запретил к показу один из видеоклипов Аджрам, который был признан парламентариями «слишком сексуальным». Многие из консервативных исламистов и националистов полагают, что таким образом происходит «вестернизация» арабской культуры и молодёжи, и это также ведёт к «деградации» женщин. Многие фанаты, в свою очередь, считают, что женщины, наоборот, эмансипируются и усиливают своё влияние на общество.
Отдельно стоит упомянуть ливанку Сюзан Тамим: став популярной, она бросила первого мужа и ушла к другому, от которого через некоторое время сбежала в Египет, устроив стрельбу. После этого она вышла замуж за ещё одного человека, при этом имея связь с египетским миллионером и сенатором Хишамом Талаатом Мустафой, который, как установило следствие, в итоге заказал её убийство: певица была найдена в июле 2008 г. в апартаментах в Дубае с перерезанным горлом. Сенатор, несмотря на влиятельность, попал под суд и едва избежал смертного приговора.

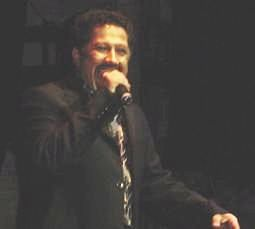
Халед

## Аудитория
Основной аудиторией арабской поп-музыки является молодёжь, но среди старшего поколения также встречаются поклонники. Узнав, что среди её поклонников также очень много детей, в 2007 году Нэнси Аджрам выпустила специально для них альбом Shakhbat Shakhabit (араб. شخبط شخابيط‎), в котором используется детский вокал; эту традицию продолжил альбом 2012 года Super Nancy (араб. سوبر نانسي‎). У некоторых других исполнителей дети тоже поют и играют в видеоклипах.
Большинство почитателей живёт в арабских странах, а также в арабских диаспорах Франции и США. Имеется и неарабская аудитория, в её составе много западных любителей «танцев живота».
Иногда арабские песни попадают в европейскую ротацию, особенно во Франции (например, в случае с алжирцем Халедом). Однако их продвижение затруднено из-за языка. Некоторые исполнители выпускают франко- и испаноязычные версии своих песен (редко англоязычные), в оригинале написанных на различных арабских диалектах.